# Thalurania
A Thalurania a madarak osztályának sarlósfecske-alakúak (Apodiformes) rendjébe és a kolibrifélék (Trochilidae) családjába tartozó nem.

## Rendszerezésük
A nemet John Gould írta le 1848-ban, az alábbi fajok tartoznak ide:
- ibolyásfejű erdeinimfa (Thalurania glaucopis)
- hosszúfarkú erdeinimfa (Thalurania watertonii)
- lilakoronás erdeinimfa (Thalurania colombica)
- villásfarkú erdeinimfa (Thalurania furcata)
- zöldkoronás erdeinimfa (Thalurania fannyi)[2]

## Előfordulásuk
Mexikó, Közép-Amerika és Dél-Amerika területén honosak. Természetes élőhelyeik a szubtrópusi vagy trópusi éghajlati övezetben lévő erdők, szavannák és cserjések. Állandó, nem vonuló fajok.

## Megjelenésük
Testhosszuk 4–13 centiméter közötti. 